# Roy Schmidt
Pour les articles homonymes, voir Roy Schmidt (homonymie) et Schmidt.
Roy Schmidt (né le 30 septembre 1991 à Leipzig) est un athlete allemand, spécialiste du sprint.
En 2009, à Novi Sad, il remporte le titre du relais 4 x 100 m lors des Championnats d'Europe juniors.
Il remporte la médaille de bronze du relais 4 x 100 m lors des Championnats d'Europe 2016, en courant la 3e fraction, avec ses coéquipiers Julian Reus, Sven Knipphals et Lucas Jakubczyk, en 38 s 47 à Amsterdam.
Ses meilleurs temps :
- 100 m, 10 s 30 (+ 1,8 m/s), à Ratisbonne, le 7 juin 2014,
- 200 m, 20 s 85 (+ 1,8 m/s), à Mannheim, le 6 juillet 2014.